# Kondračský potok
Kondračský potok je potok pramenící v osadě Kondrač, která je součástí obce Kamenná v okrese České Budějovice. Osadou Kondrač potok protéká z větší části v podzemí. Poté pokračuje do obce Klažary, a nedaleko odtud poblíž silnice ze Žumberka do Klažar ústí do Svinenského potoka. Délka toku činí 3,0 km. Plocha povodí měří 4,8 km².